# Mäxchen

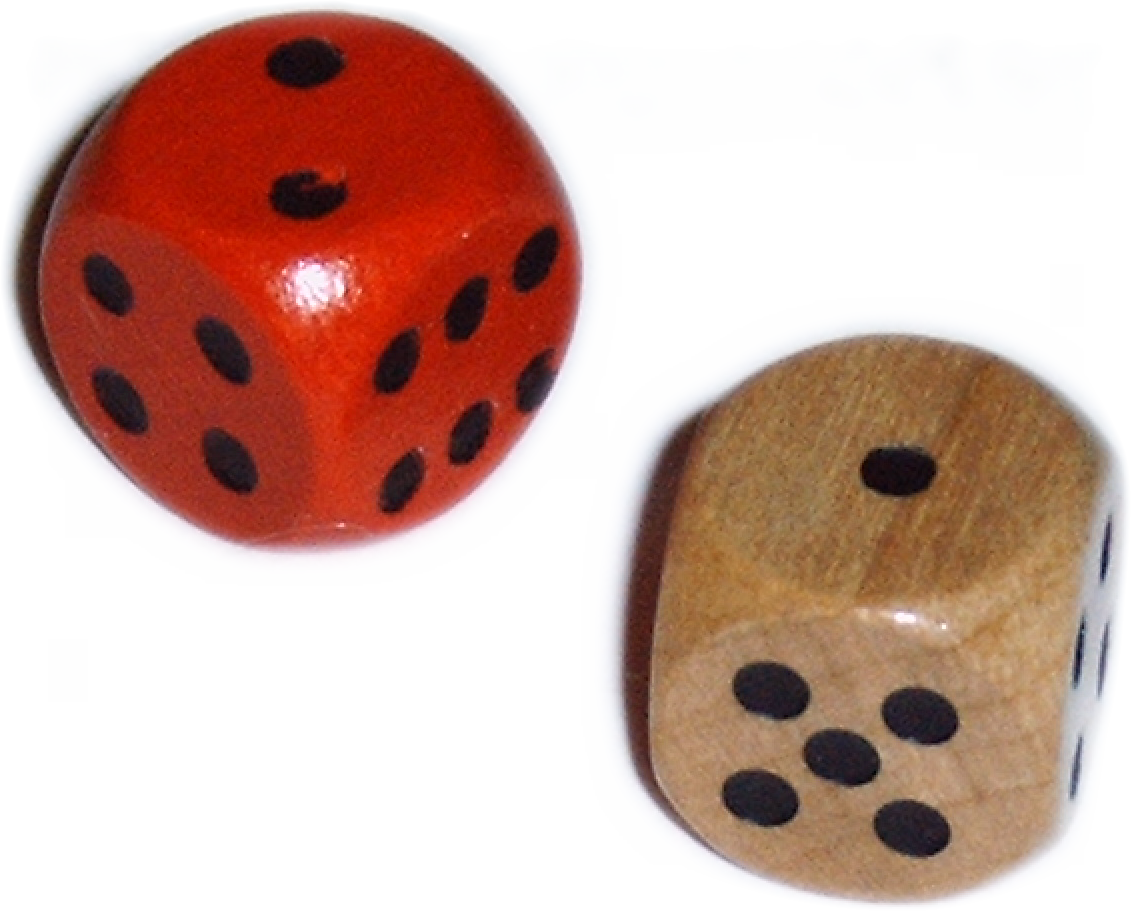
Mäxchen

Mäxchen auch Mäx(le) und Meier(n) sowie in diversen Schreibvariationen oft in Verbindung mit Lügen- Schwindel- oder Schummel-, aber auch Mexican, Mexico, Meterpeter, Mäxchen Meier, Lügen, Lügenpaschen, Riegen, Einundzwanzig u. ä. bekannt, ist ein bekanntes Würfelspiel.

## Überblick
Mäxchen kann mit einer beliebigen Anzahl an Mitspielern gespielt werden und wird gern als Trinkspiel verwendet. Das Spiel erschien auch Anfang der 1990er Jahre bei Fun Connection als kommerzielle Variante in Form einer Bierdose unter dem Namen Fun Can mit der Spielanleitung auf der Dose und einem Sichtfenster für die Würfel sowie 1995 als Affengeil mit Würfeln, die ein bis sechs Bananen abbildeten, bei MB. Als eine Adaption der Spielidee kann man Bluff von 1986 betrachten.

## Grundlegende Spielregeln
Gespielt wird mit zwei Würfeln, einem Würfelbecher und praktischerweise einem Untersetzer. Gewürfelt wird reihum. Der Würfelnde kann den Würfelbecher ankippen und seinen Wurf verdeckt ansehen. Dabei sagt er den Wert des Wurfes an – hier darf er frei lügen, so er möchte. Wenn er die Runde nicht begonnen hat, muss der angesagte Wert höher sein als der des Vorspielers. Anschließend reicht er die vom Becher verdeckten Würfel an den nächsten Spieler weiter. Dieser hat nun die Wahl:
- Glaubt er seinem Vorspieler, dann muss er auch hoffen, dessen Ergebnis übertrumpfen zu können, und würfelt seinerseits, ohne den wahren Wert der Würfel zu überprüfen. Unabhängig davon, was er würfelt, muss der Wert, den er für seinen nachfolgenden Spieler ansagt, höher sein als der zuletzt angesagte – notfalls muss er lügen.
- Glaubt er ihm hingegen nicht, bezichtigt also seinen Vorspieler der Lüge, dann wird der Becher für alle sichtbar gehoben. War der angesagte Wert höher als der reale Wert der Würfel, wird der vorherige und somit lügende Spieler bestraft; war der angesagte Wert jedoch kleiner oder gleich dem realen Wert der Würfel, wird er selbst bestraft – meist mit Punktabzug.

Die Runde endet, wenn einer seinen Vorspieler der Lüge bezichtigt oder wenn keine Wertsteigerung mehr möglich ist. Die neue Runde beginnt mit dem Gewinner der letzten Runde.
Oft erhält zu Beginn des Spiels jeder Spieler ein Konto von zum Beispiel 10 Punkten. Nach jeder Runde wird dem Verlierer ein Punkt davon abgezogen. Gewonnen hat am Ende der, der noch Punkte auf seinem Konto hat.

### Die Werte
Es gibt verschiedene Möglichkeiten die Wurfwerte zu ermitteln, so gut wie nie werden die Augen beider Würfel einfach so zusammen gezählt. Klassisch wird der Wert des höherwertigen Würfels als Zehnerstelle, der des niederwertigen als Einerstelle interpretiert. Meist steht die Einundzwanzig (21) am Ende der Reihe – ist also der höchste Wert – und wird als Mäxchen oder ähnliches bezeichnet. 
Damit ergibt sich die Reihenfolge: 31, 32, 41, 42, 43, 51, 52, 53, 54, 61, 62, 63, 64, 65. Gesprochen wird Einunddreißig, Zweiunddreißig usw. Dem folgen die Paschwürfe, also zwei gleiche Zahlen mit Einer-Pasch bis Sechser-Pasch und schließlich die 21.
Es wird manchmal auch mit zwei verschiedenfarbigen Würfeln gespielt. Dabei kann der eine immer die Zehner und der andere immer die Einer darstellen. Bis auf eine längere Wertereihe und eine gleichmäßigere Häufigkeitsverteilung gibt es keine Unterschiede.

## Variationen
Für dieses Spiel gibt es mindestens zwei Dutzend Namen. Da es keine festen Regeln gibt, existieren entsprechend viele kleine Abwandlungen. In folgenden sind einige aufgeführt, die einzeln oder kombiniert öfter Verwendung finden:
- Die 42 ist nicht eingereiht, sondern folgt der 21 und stellt damit den höchstmöglichen Wurf dar. Sie wird dann „Doppelmeier“ oder „Doppelmäxchen“ bzw. „Hamburger“ genannt.
- Glaubt man seinem Vorspieler, darf man sich dessen Wurf ansehen. Einen höheren Wert erwürfeln – bzw. ansagen – muss man aber dennoch.
- Glaubt man, dass sein Vorgänger einen höheren Wurf würfelte, als dieser angesagt hat, kann man auch, ohne zu würfeln, einen höheren Wert ansagen und die Würfel weiterreichen.
- Zurückgeben: Man kann die Ansage auch glauben und sie dem vorherigen Spieler, ohne zu würfeln, zurückgeben. Dieser kann dann offenlegen, dass er gelogen hat, wobei natürlich der Zurückgebende verliert, oder er spielt ganz normal weiter und muss eine neue, nun höhere Ansage machen (inklusive Würfeln). Ein zweites oder weiteres Zurückgeben ist aber nur möglich, wenn der Zurückgebende vorher selbst gewürfelt hat.
- Das Mäxchen kann mit einem vorher definierten Wert übertrumpft werden (z. B. 31), die Reihe beginnt so von Neuem.
- Auch ein gleich hoher Wert wie der angesagte Wert des Vorspielers gilt als höher.
- Die Paschwürfe werden eingereiht und entsprechend als elf oder zweiundzwanzig gelesen.
- Nachdem man gewürfelt und den Wert angesagt hat, darf man ein weiteres Mal würfeln, muss aber diesen Wurf ungesehen weiterreichen (2. Chance).
- Die neue Runde beginnt der Verlierer.
- Jeder fallengelassene Würfel wird mit einem Minuspunkt bestraft.
- Wenn nach dem Würfeln die Würfel aufeinander stehen, wird dies als „Riedo“ bezeichnet und muss direkt aufgedeckt werden. Danach gibt es für alle einen Minuspunkt.
- Beim Aufdecken der 21 bekommt der rechts vom Aufdeckenden sitzende Mitspieler den Minuspunkt.
- Diverse Zusatzregeln und Schikanen für Verlierer und besondere Werte wie Richtungswechsel und Straftrinken, die, wenn falsch ausgeführt, wieder bestraft werden können.